# Fenofibrat
Fenofibrat ist ein Wirkstoff aus der Gruppe der Fibrate (Fibrinsäuren und deren Derivate) und wird zur Behandlung der primären und sekundären Hyperlipoproteinämie (ebenso bei Hypercholesterinämie und Hypertriglyzeridämie) eingesetzt.  Fenofibrat (Handelsname Lipanthyl)  wurde 1972 als Lipidsenker von Fournier Pharma (heute Abbott Laboratories) patentiert und ist als Generikum im Handel.

## Pharmakologische Eigenschaften, Nebenwirkungen und Kontraindikationen
Über eine Beeinflussung der Transkriptionsfaktoren über den PPARα-Rezeptor wird die Aktivität der Lipoproteinlipase in der Peripherie gesteigert, wodurch die Plasmakonzentration der Triglyzeride und des LDL sinkt, die Konzentration des HDL (umgangssprachlich das „gute Cholesterin“) hingegen steigt.
Studien (FIELD 2007, ACCORD 2008) zeigten unabhängig vom Lipidspiegel bei der diabetischen Retinopathie eine Verlangsamung der Progression und verringerten die Notwendigkeit einer Laserkoagulation. In Australien wurde Fenofibrat für diese Indikation arzneimittelrechtlich zugelassen.
Mit einer Halbwertszeit von bis zu 21 Stunden und einer Plasmaproteinbindung von 99 % ist es das am längsten wirksame Fibrat.
Mögliche Nebenwirkungen sind Nausea, Erbrechen, ventrikuläre Herzrhythmusstörungen, Anstieg der Leberenzyme (ASAT/ALAT) und selten Myalgien und Rhabdomyolyse (v. a. bei Kombination mit Statinen).
Kontraindikationen sind Schwangerschaft und Stillzeit, primär biliäre Zirrhose und die Einnahme von Statinen.

## Handelsnamen
Fenoglide, Lipanthyl, Lipcor, Lipofen, Lofibra, Procetofen, Secalip Supra (Spanien), Tricor, Triglide, Lipsin

## Virologische Forschung
Im Juli 2020 berichten Forschungsteams aus Israel und den USA, dass Fenofibrat in vitro den durch SARS-CoV-2 hervorgerufenen Änderungen im Lipidstoffwechsel entgegenwirkt. Unter anderem konnte die Akkumulation von Phospholipiden in Lungenzellen durch Fenofibrat gehemmt und die Glycolyse gesteigert werden. Diese Effekte führten zu Hemmung der Virusreplikation und das Virus konnte nach fünf Tagen mit den verwendeten Methoden nicht mehr nachgewiesen werden.